# 파이어라이트 (1997년 영화)
《파이어라이트》(영어: Firelight)는 1997년 공개된 영국과 프랑스의 로맨스 영화이다.

## 출연

### 주연
- 소피 마르소
- 스티븐 딜레인

### 조연
- 도미니크 벨코트
- 케빈 앤더슨
- 리아 윌리엄스
- 조스 아클랜드
- 샐리 덱스터
- 엠마 아모스
- 매기 맥카시

## 기타
- 미술: 롭 해리스
- 세트: 캐롤라인 스미스
- 의상: 안드레아 갈러
- 배역: 존 허바드
- 배역: 로스 허바드